# Келлогг, Марк
Марк Ке́ллогг (англ. Mark Kellogg; 31 марта 1831 — 25 июня 1876) — американский журналист, корреспондент, убитый в сражении при Литл-Бигхорне. Во время битвы Келлогг находился рядом с Джорджем Кастером. Марк считается первым репортёром «Ассошиэйтед Пресс», погибшим при исполнении служебных обязанностей.

## Биография

### Ранняя жизнь
Родился 31 марта 1831 года в Брайтоне, провинция Онтарио, и являлся третьим ребёнком в семье. Келлогги несколько раз переезжали в разные города, после чего приняли окончательное решение поселиться в Ла-Кроссе, Висконсин. В юном возрасте Марк научился пользоваться телеграфом, в связи с чем первое время работал в Северно-Западной телеграфной компании.
В 1861 году женился на Марте Робинсон. В браке родились две дочери. Во время Гражданской войны в США работал помощником редактора городской газеты. В 1867 году он безуспешно пытался баллотироваться в городское управление. В свободное от работы время играл за одну из городских бейсбольных команд.
В 1867 году умерла жена Келлогга. Оставив своих дочерей на воспитание тётке, он устроился на работу корреспондентом. Прожив несколько лет в Брейнерде и уволившись со старой работы, Келлогг баллотировался в законодательный орган Брейнерда. Потерпев поражение, он снова устроился на работу корреспондентом, публикуя свои репортажи под псевдонимом «Граница».
В начале 1870-х годов переехал в Бисмарк (Северная Дакота). Там же он стал помощником редактора местной газеты, постепенно поднимаясь в должности.

### Битва при Литл-Бигхорне
За несколько дней до битвы к Лоунсберри — главному редактору газеты, поступила информация о том, что 7-й кавалерийский полк США вскоре покинет Форт Авраам Линкольн, направившись вдоль южного берега Йеллоустона под предводительством генерала Терри. Узнав об этом, он решается поехать туда и обеспечить освещение новостей. Однако перед отъездом Лоунсберри заболел, в связи с чем на замену ему пришёл Келлогг. Лоунсберри был уверен, что тот вернётся с новостями о победе.
За четыре дня до боя Келлогг успел послать три письма Лоунсберри, одно из которых гласило: «К тому времени, когда это дойдет до Вас, мы встретимся и сразимся с красными дьяволами. Я пойду с Джорджем и буду на грани смерти».
Ровно через четыре дня состоялась битва за Литл-Бигхорн, в результате которой погиб Кастер, 208 солдат, гражданские лица и сам Келлогг.

### Последствия
Полковник Джон Гиббон — руководитель отряда бойцов, прибывших во вторник для подкрепления, сказал, что Келлогга нашли в овраге. Было также обнаружено, что у Келлогга не было уха; идентификация прошла по ботинкам, которые он носил.
Когда Лоунсберри узнал о том, что его подопечный погиб, он решил почтить память коллеги статьёй о его храбрости, которую он выпустил на следующий день. Эта статья являлась самым полным описанием событий, происходивших в день битвы. Лоунсберри также отправил её в ряд газет на востоке страны, таких как New York Herald. Два письма, написанные Келлоггом, были опубликованы газетой 11 июля 1876 года.
Дневники и заметки Келлогга, сохранившиеся после битвы, по сей день считаются единственными историческими источниками, рассказывающими о днях перед ней. В данный момент его записи находятся во владении Исторического общества штата Северная Дакота. Личные вещи, такие как ранец, карандаш и очки принадлежат Музею журналистики и новостей.

### Комментарии
1. ↑  Келлог также работал в Атлантической и Тихоокеанской телеграфной компании.
2. ↑  Существует также вариант перевода с английского языка «Рубеж».
3. ↑  Келлогг хоть и волновался за свою жизнь, но был уверен в победе.
4. ↑  Музей журналистики и новостей находится в Вашингтоне.